# Kyle (Écosse)
Pour les articles homonymes, voir Kyle.

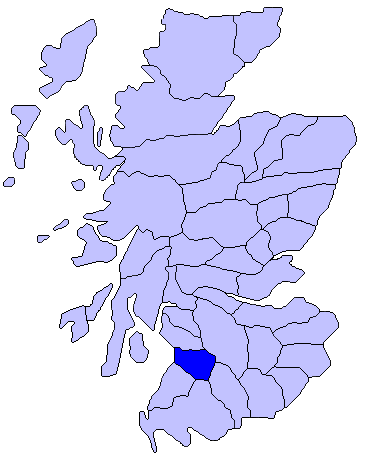
L'ancien district de Kyle en Écosse.

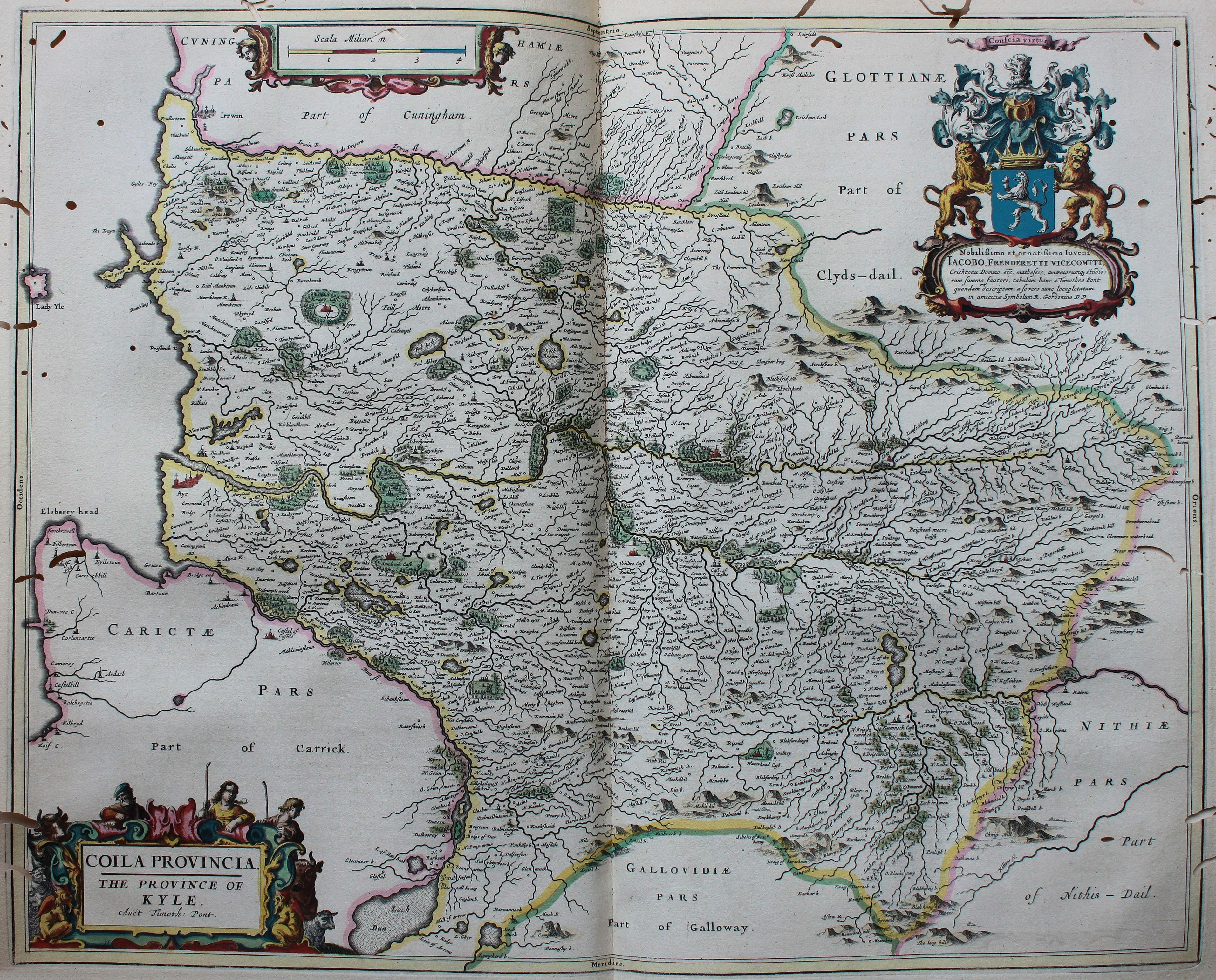
Carte ancienne de Kyle

Kyle (ou Coila) est un ancien district d'Écosse qui se trouve à l'emplacement actuel de l'East Ayrshire et du South Ayrshire. Il tient son nom de Coel Hen, un roi des Britons, qui est selon la légende tué dans une bataille dans cette région et enterré dans un cairn près de Mauchline.

## Situation géographique
La région est bordée par les districts historiques de Cunninghame au nord, Clydesdale à l'est et Carrick au sud. Le Firth of Clyde se situe à l'ouest.   
Kyle était le district le plus central des trois districts qui constituaient le sheriffdom d'Ayr, divisé naturellement suivant les trois rivières s'écoulant vers l'ouest en direction du firth of Clyde. L'Irvine forme la frontière nord du Kyle le séparant de Cunninghame; la Doon forme sa frontière sud avec Carrick.
Kyle est finalement combiné avec Cunninghame et Carrick pour former l'Ayrshire en vertu de la loi de gouvernement local de 1889.

## Le district de Kyle et Carrick
Entre 1975 et 1996, Kyle and Carrick est le nom d'un district de la région de Strathclyde, bien que la plus large partie du Kyle historique est situé dans le district de Cumnock and Doon Valley. En 1996 Kyle et Carrick devient une Unitary Authority, mais renommé en South Ayrshire.

## Château de Kyle
Près de Cumnock, à la confluence des eaux de la Guelt et la Glenmuir, se trouvent les ruines du château de Kyle datant du XVe siècle.